# Real to Real Cacophony
Real to Real Cacophony je druhé studiové album skotské rockové skupiny Simple Minds, vydané v listopadu 1979 u vydavatelství Zoom Records, Arista Records a Virgin Records. Jeho nahrávání probíhalo v září téhož roku ve studiu Rockfield Studios ve velšském Monmouthu a jeho producentem byl John Leckie.

## Seznam skladeb
| Pořadí | Název                            | Délka |
| ------ | -------------------------------- | ----- |
| 1.     | Real to Real                     | 2:47  |
| 2.     | Naked Eye                        | 2:21  |
| 3.     | Citizen (Dance of Youth)         | 2:53  |
| 4.     | Carnival (Shelter in a Suitcase) | 2:49  |
| 5.     | Factory                          | 4:13  |
| 6.     | Cacophony                        | 1:40  |
| 7.     | Veldt                            | 3:20  |
| 8.     | Premonition                      | 5:29  |
| 9.     | Changeling                       | 4:11  |
| 10.    | Film Theme                       | 2:27  |
| 11.    | Calling Your Name                | 5:05  |
| 12.    | Scar                             | 3:31  |

## Obsazení
- Jim Kerr – zpěv
- Charlie Burchill – kytara, housle, saxofon
- Derek Forbes – baskytara
- Brian McGee – bicí, perkuse
- Mick MacNeil – klávesy